# Grotte de Lumentza
La grotte de Lumentza est une grotte ornée située sur le versant sud de la montagne de Lumentza, dans la commune de Lekeitio, dans la province de Biscaye, dans la communauté autonome du Pays basque, en Espagne,. Elle a notamment livré des peintures pariétales et des vestiges du Magdalénien.

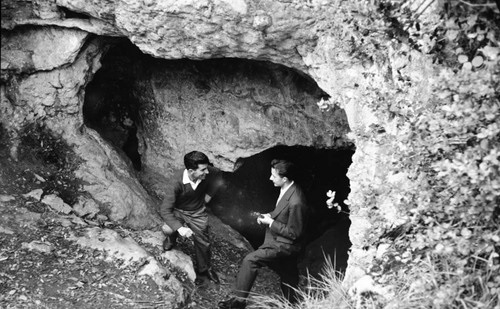
L'entrée principale de la grotte en 1957

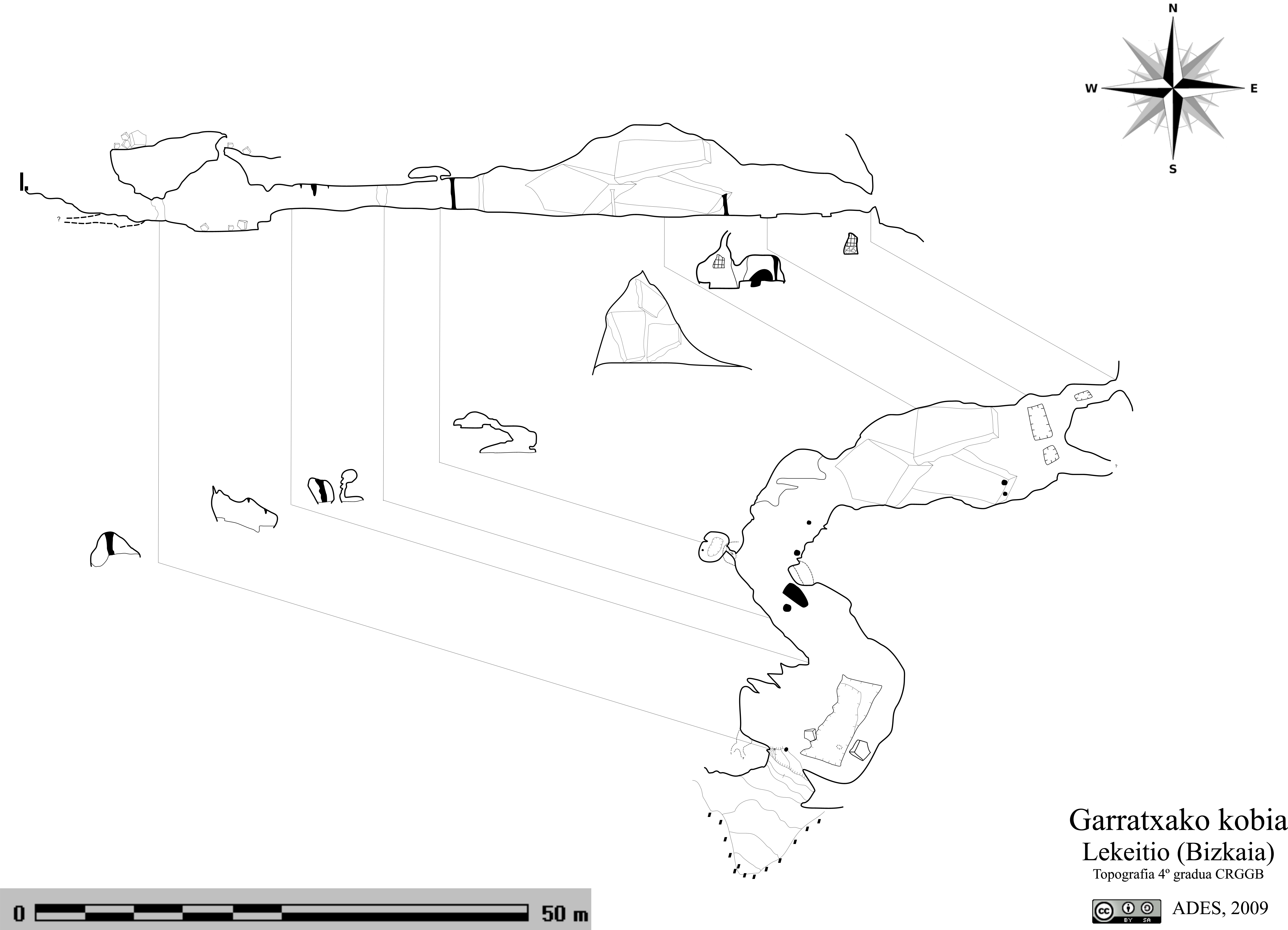
Plan de la grotte

## Historique
La grotte de Lumentza était connue depuis longtemps, et on y trouve entre autres des graffitis datant d'il y a deux siècles (dont un appelé « Ysabel 2 », daté de 1868, ou un autre appelé « Baldomero »).
En 1937, sur ordre de la mairie de Lekeitio, une galerie (appelée galerie B) a été ouverte à côté de l'entrée, dans le but d'augmenter l'espace utilisable lorsqu'elle serait utilisée comme abri pendant la guerre civile.
Plusieurs études et campagnes de fouilles y ont été réalisées, dont on peut souligner les suivantes :
- en 1892, l'entomologiste Manuel Martínez de la Escalera réalise un échantillonnage biospéléologique du genre Bathyscia (aujourd'hui ce genre s'appelle Quaestus (es))[4] ;
- la même année, le géologue Ramón Adán de Yarza (es) mentionne les études réalisées dans son livre « Description physique et géologique de Biscaye »[5] ;

- le 12 août 1921, José Miguel de Barandiarán Ayerbe, alors qu'il effectuait des fouilles à la grotte de Santimamiñe, visite la grotte avec Nicolás Arroita et Eustasio Arritola et trouve les premiers vestiges archéologiques[6] ;
- la grotte a été fouillée de 1924 à 1929 par José Miguel de Barandiaran et Telesforo Aranzadi (es), qui ont publié les résultats en 1935 dans la troisième collection consacrée aux œuvres de Santimamiñe[7],[8] ;
- l'étude de la galerie B est le but de J.M. Barandiaran en 1963 et 1964[9] ; il fait alors la première proposition pour la stratigraphie de la grotte[10].

- de 1984 à 1993, l'équipe de l'archéologue José Luis Arribas Pastor fouille la chambre à droite de la salle d'entrée. Ils trouvent des traces du Bas-Empire romain, de l'Âge du bronze et du Néolithique, en menant des fouilles au niveau de l'Azilien[11],[12].

- en 2012, l'équipe de Diego Garate et Joseba Rios Garaizar découvre des figures d'art pariétal dans la grotte, deux bisons et une tête de cheval dessinés à l'ocre, ainsi que de nombreuses taches et traits rouges dans toute la grotte. Elles datent de la période magdalénienne (de 18 000 à 14 000 ans avant le présent (AP)). Au-dessus de ces peintures pariétales, quelques graffitis de 1868 ont été trouvés, dont un portant le nom de « Uribe »[13],[14].

## Description
La grotte possède deux entrées, l'une orientée au Sud et l'autre au Nord-Est. Elle a un développement d'environ 50 m et est constituée d'une galerie principale. Au bout de cette galerie, le plafond s'est effondré à plusieurs endroits, créant une série de pseudo-galeries.

## Archéologie

### Paléolithique

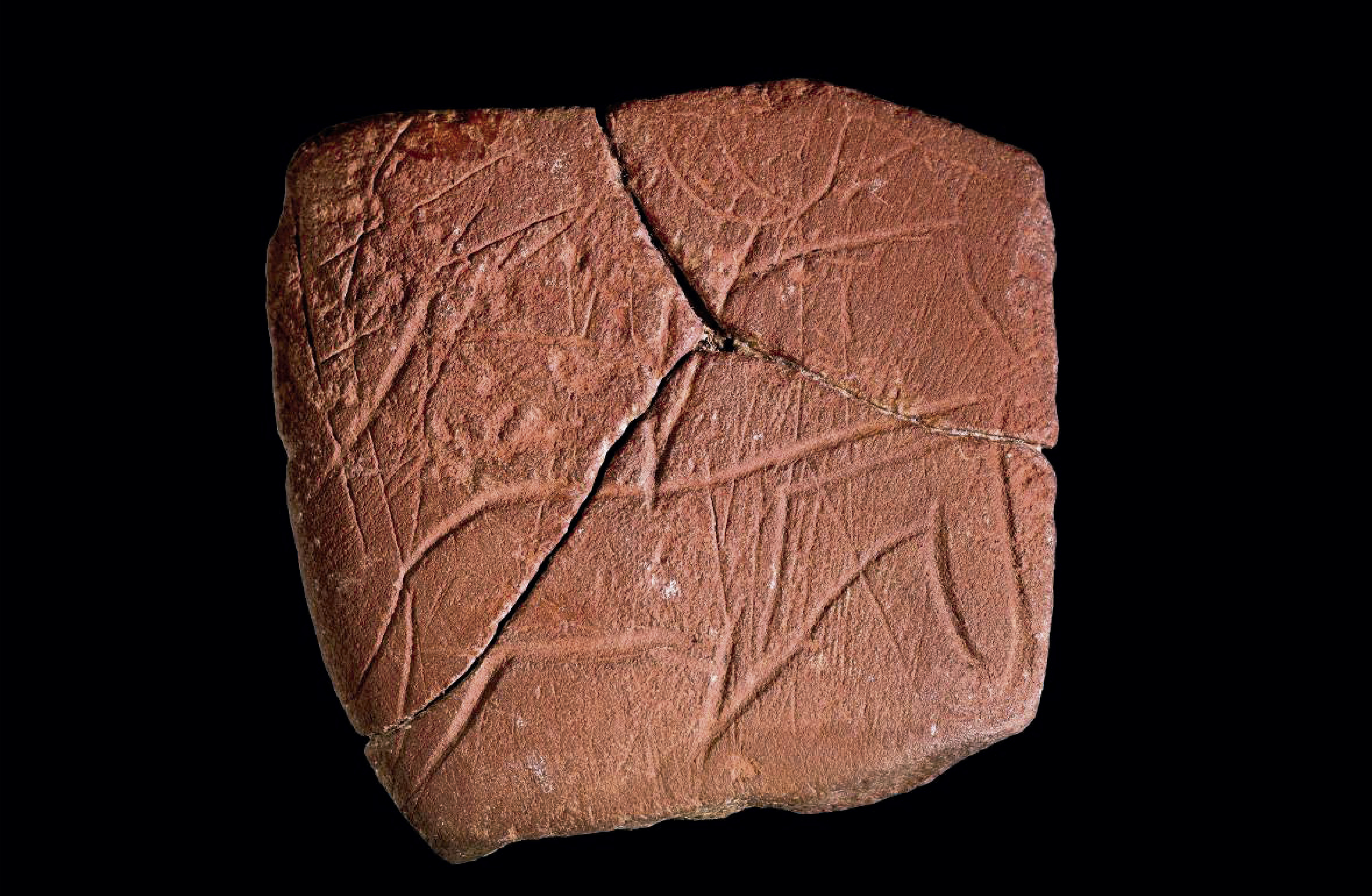
Gravure de Lumentza avec deux chevaux

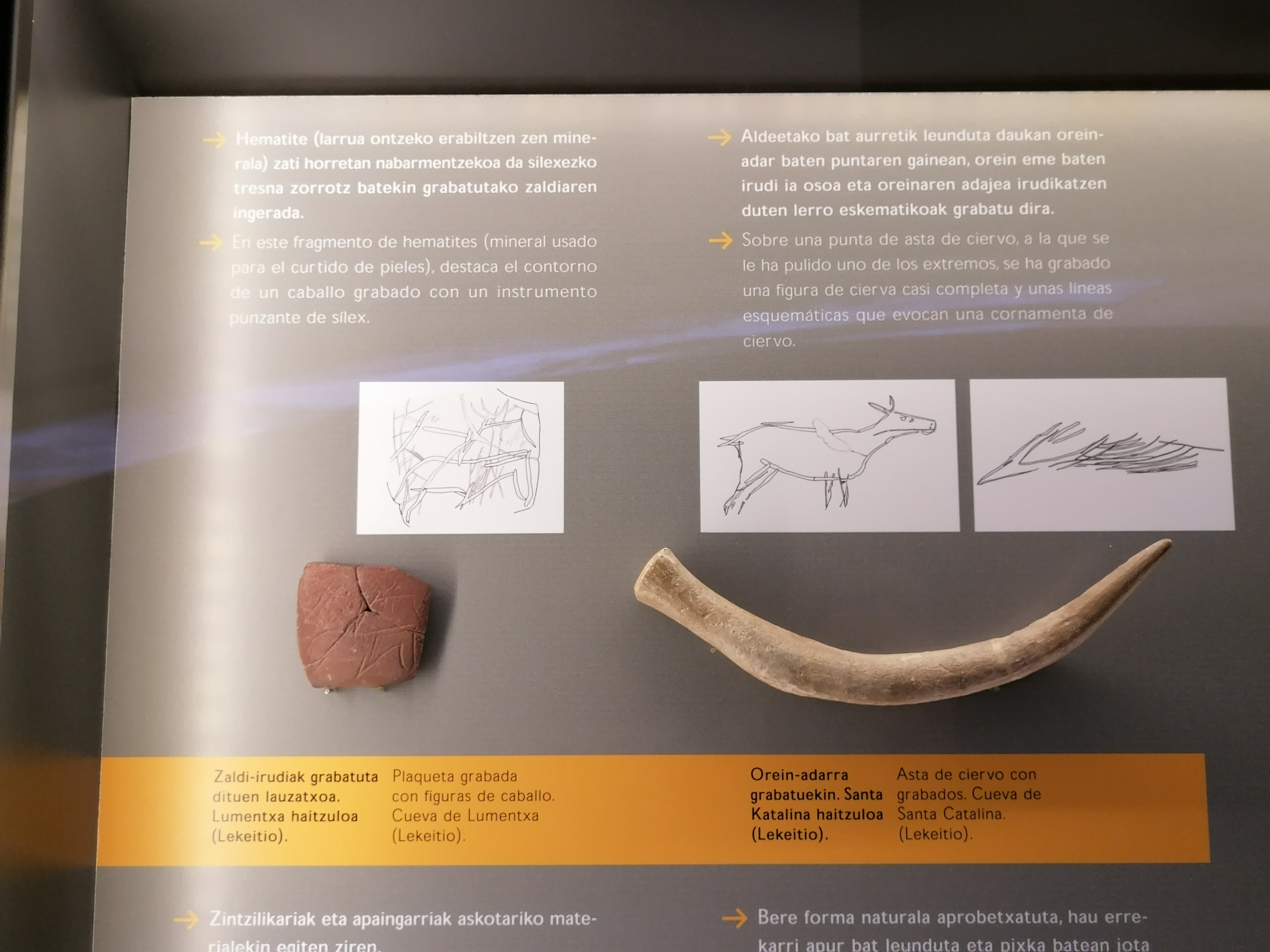
Plaquette d'hématite et bois de cerf

Bien que des niveaux d'occupation pouvant être datés de la période aurignacienne aient été initialement proposés pour le niveau F (appelé plus tard VII), il est probable que ce niveau soit à attribuer au Magdalénien inférieur. Cette confusion pourrait être due à la présence éventuelle de carénages. Ces pièces en argile réfractaire, bien que courantes à l'Aurignacien, peuvent être confondues avec les craquelins en forme de noyau qui apparaissent à l'époque magdalénienne inférieure. Les outils en forme de hache qui apparaissent, avec des pieds simples et des décorations en forme d'oreille, datent de cette période récente, de sorte que l'occupation la plus ancienne de la grotte devrait être avancée d'il y a environ 30 000 ans à environ 17 000 ans AP. Un cas similaire s'est produit avec la récente révision de la grotte de Santimamiñe, où les niveaux les plus anciens ont été proposés comme appartenant à la période du Magdalénien inférieur plutôt qu'à la période de l'Aurignacien. 
Il en serait de même pour le niveau suivant (E ou VI), bien que la période du Solutréen supérieur (il y a environ 18 000 ans) ait été proposée, il est plus probable qu'elle soit de la période du Magdalénien inférieur ou peut-être moyen (il y a environ 16 000 - 14 000 ans). Il n'y a jamais eu de doute sur les niveaux D et C (ou V et IV), car les harpons circulaires, qui sont des guides fossiles, sont apparus dès le Magdalénien supérieur ( entre 13 000 et 11 700 ans). De plus, de nombreux morceaux d'ocre ont été trouvés, dont un petit morceau d'hématite sur lequel étaient gravés des chevaux. Au-dessus, se trouverait la couche B (appelée aussi III), où apparaîtraient des harpons plats de l'Azilien (d'environ 14 000 à 11 700 ans AP).

### Mésolithique
Les occupations anciennes se situeraient dans les couches B ou III et A ou II, durant le Mésolithique, et avec des datations d'environ 7 000 ans. Dans ces couches apparaîtraient des gisements coquilliers, avec des coquillages et des huîtres, quelques traces de charbon et une rare industrie potière.

### Néolithique

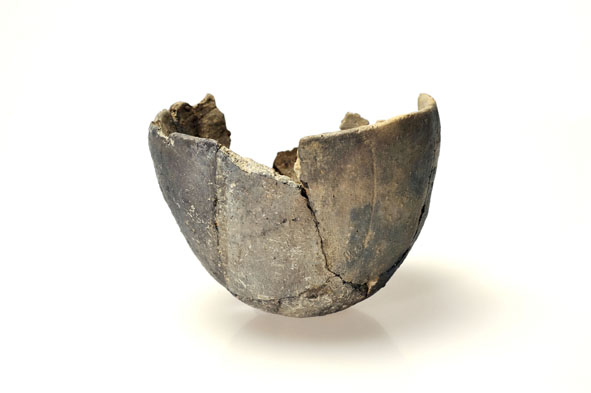
Vase en céramique néolithique (Musée archéologique de Bilbao)

Les premières périodes de poterie se situeraient au Néolithique ancien (il y a environ 6 100 ans). Il existe des traces de son utilisation comme résidence temporaire pendant ces périodes, parfois entrecoupée de lieux de sépulture. Cette dynamique se serait également produite à Lumentza durant l'Âge du bronze. Les squelettes humains seraient laissés sur le sol, découverts, et après un certain temps, la grotte serait réoccupée. Au total, les restes d'au moins 7 individus ont été découverts, d'âges et de sexes différents, et de périodes différentes (d'il y a environ 6 100 à 3 500 ans). En plus de ceux-ci, des moulins à main,des récipients en céramique et des dents ont également été découverts.

### Période romaine
Enfin, dans les niveaux les plus élevés (niveaux A ou I), des sols mixtes ont été révélés et parmi les traces les plus anciennes on peut citer des céramiques sigillées (Terra sigillata) et des fibules datant de l'époque romaine. Parfois, ces matériaux ont également été déplacés verticalement vers des niveaux inférieurs. Dans les couches supérieures, on trouve des traces de l'époque moderne, principalement des foyers et des ossements d'animaux.

## Art pariétal

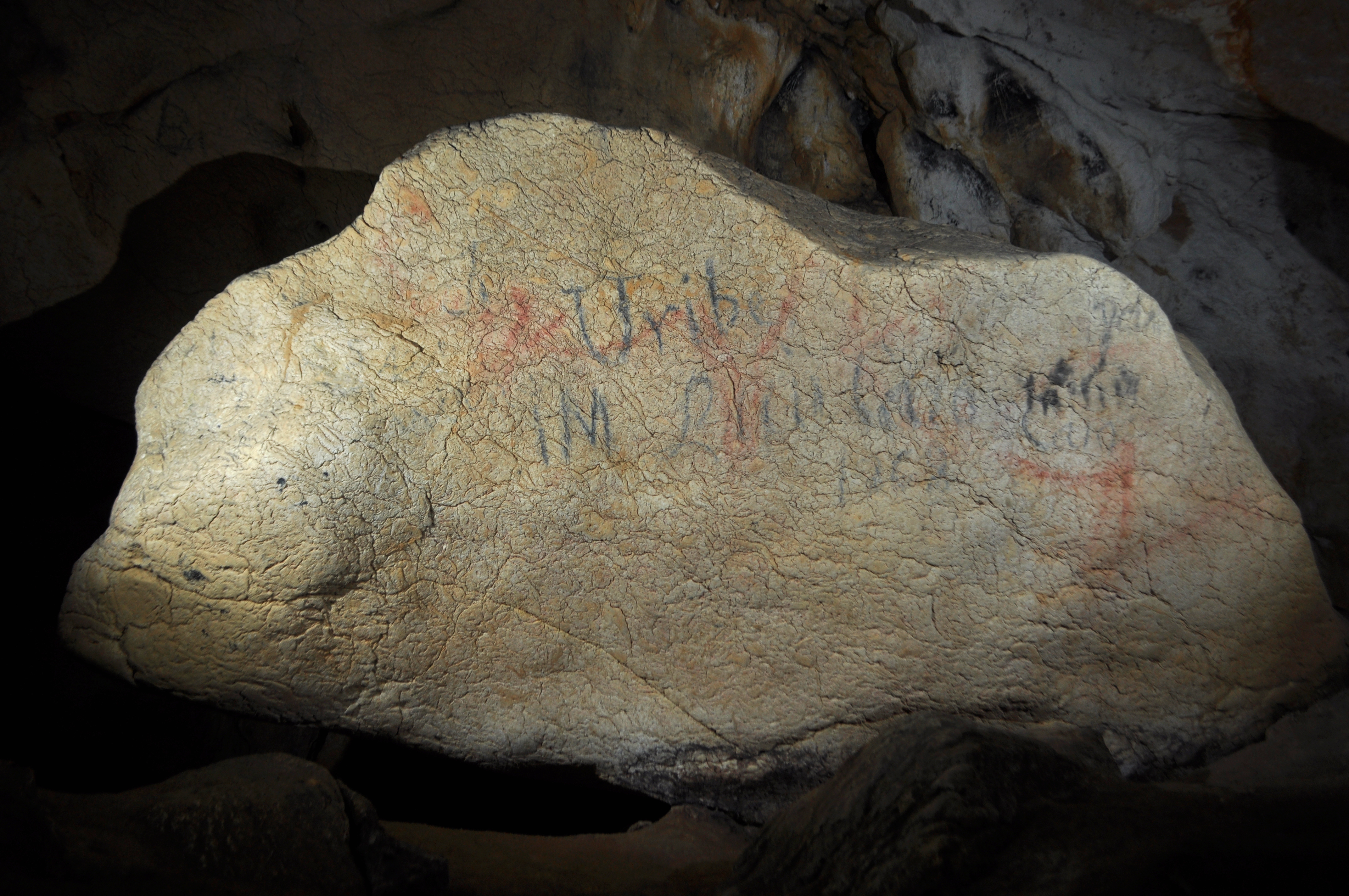
Panneau principal de la grotte de Lumentza, avec deux bisons rouges et une tête de cheval du Magdalénien

Au total, 27 unités graphiques ont été trouvées dans la grotte. On les trouve dans la galerie inférieure B (la cicatrice rouge de forme carrée) qui sort de l'entrée et principalement dans la galerie principale. La plupart ne seraient que de simples cicatrices et marques. Il convient cependant de mentionner le bloc érodé situé dans un coin latéral près de la sortie de la grotte. Celui-ci présente deux grands bisons (près de 2 mètres de long) et la tête d'un cheval peint en rouge. La forme de la pierre a été magistralement utilisée pour réaliser l'épaule du bison. Leurs caractéristiques (la perspective des parties du corps et la présence de détails tels que les cheveux, les yeux et la barbe) suggèrent la fin de la période magdalénienne comme époque de leur création. En plus de ces images, à proximité du bison, une cicatrice ocre cendrée est apparue sur le sol au-dessus d'un bloc. Il est possible que les artistes aient préparé le pigment qu'ils utiliseraient pour créer des images animales dans cette zone.
Il faut également mentionner l'outil en silex inséré dans une fissure du mur de la salle d'entrée (souvent associé à des activités symboliques) et le vieux mur en pierres empilées qui ferme un passage (les stalagmites qui le recouvrent prouvent son ancienneté).

## Conservation
Les vestiges archéologiques trouvés dans la grotte sont conservés au Musée basque d'archéologie, d'ethnographie et de légendes (en) de Bilbao.